# Аристиха (Троїцьке сільське поселення)
Аристиха (рос. Аристиха) — присілок в Шар'їнському районі Костромської області Російської Федерації.
Населення становить 16 осіб. Входить до складу муніципального утворення Троїцьке сільське поселення.

## Історія
Від 2007 року входить до складу муніципального утворення Троїцьке сільське поселення.

## Населення
| 2008 | 2010 | 2014 |
| ---- | ---- | ---- |
| 23   | ↗28  | ↘16  |